# Piper asperilimbum
Piper asperilimbum är en pepparväxtart som beskrevs av C. Dc.. Piper asperilimbum ingår i släktet Piper och familjen pepparväxter. Inga underarter finns listade i Catalogue of Life.